# 名古屋市立桜山中学校
名古屋市立桜山中学校（なごやしりつ さくらやまちゅうがっこう）は、愛知県名古屋市昭和区池端町にある公立中学校。通称は桜中（さくちゅう）。

## 歴史
1947年（昭和22年）制定の学校教育法により新制中学校が発足することとなり、昭和国民学校高等科を改組することで成立した。当時の生徒数は1030人と記録されている。ただし、発足年には校地をもたず、付近の小学校を借用して分散授業を行った。翌年度には旧愛知県熱田中学校において集約され、現在の校地である昭和国民学校跡地に校舎をもつこととなった。
1966年（昭和41年）1月1日、不審火により4教室など約300平方メートルを焼いている。
2022年（令和4年）度 - 体育館にエアコンが整備される。

## 通学区域
通学区域として、名古屋市立御器所小学校および名古屋市立松栄小学校の学区が指定されている。

## 学級
2021年4月7日時点で、学級は1年生は6クラス、2年生は5クラス、3年生は6クラス。および、特別支援学級が2クラス編成されている。
特別支援学級については、2017年（平成29年）度に10組・11組が設置された。またこれとは別に通級指導教室として「さくら学級」が2007年（平成19年）度に設置されている。通級指導教室は2018年度時点で名古屋市に4校しか設置されていない発達障害通級指導教室の1つである。

## 校歌
團伊玖磨が作曲を担当している。

## 部活動
部活動として、軟式野球部・ソフトテニス部（男女）・バスケットボール部（男）・バレーボール部 ・ハンドボール部・コーラス部・茶道部・美術部・英語部が活動している。
コーラス部については、2017年に開催された第84回NHK全国学校音楽コンクール全国大会中学校合唱部門で銅賞、70回全日本合唱コンクール全国大会中学校部門同声合唱の部銀賞、CBC子ども音楽コンクール中部決勝大会において最優秀賞を受賞している。
バスケ部は、2023年度愛知県新人大会において優勝、その他2024年度名古屋市大会優勝、愛知県大会３位という結果を残している。その他も県リーグでの優勝も何度かしている学校。

## アクセス
- 名古屋市営地下鉄桜通線 桜山駅8番出口より、北西方向に徒歩約8分[WEB 6]
- 名古屋市営バス桜山停留所より、北へ徒歩約8分[WEB 6]

### WEB
1. 1 2 3 4 5 6 7 8 9  “学校紹介”.   名古屋市立桜山中学校. 2018年6月20日閲覧。
2. ↑  “教育目標”.   名古屋市立桜山中学校. 2018年6月20日閲覧。
3. ↑  名古屋市教育委員会事務局 子ども応援委員会制度担当部 学校計画室 計画係 (2018年4月1日). “名古屋市立中学校区一覧（小→中）” (PDF).   名古屋市. 2018年6月20日閲覧。
4. ↑  名古屋市教育委員会事務局 学校教育部 指導室 (2018年6月5日). “名古屋市の通級指導教室設置状況” (PDF).   名古屋市. 2018年6月20日閲覧。
5. ↑  “愛知）桜山中「銀」　全日本合唱コン中学校部門” (日本語). 朝日新聞社. (2017年10月30日) 2018年6月20日閲覧。
6. 1 2  “学校行事”.   名古屋市立桜山中学校. 2018年6月20日閲覧。

### 書籍
1. 1 2 3  昭和区制50周年記念事業委員会 1987, p. 415.
2. ↑  昭和区制50周年記念事業委員会 1987, p. 416.
3. ↑  名古屋市会事務局 1983, p. 43.
4. ↑  “中学、特別支援学校６０校の体育館にエアコン　冷房は２３年度から”. 中日新聞社. (2021年5月29日) 2021年6月21日閲覧。